# 15574 Stephaniehass
15574 Stephaniehass eller 2000 GF66 är en asteroid i huvudbältet som upptäcktes den 5 april 2000 av LINEAR i Socorro County, New Mexico. Den är uppkallad efter Stephanie A. Hass.